# Get Up and Jump
Get Up and Jump е вторият издаден сингъл на американската фънк рок група Ред Хот Чили Пепърс. Това е четвъртата песен от албума The Red Hot Chili Peppers.
Това е втората създадена песен от групата, първата е „Out in L.A“.